# نتشق
نتشق هي قرية في مقاطعة ورزقان، إيران. عدد سكان هذه القرية هو 339 في سنة 2006.